# Làpida sepulcral de Margarida Cadell
La Làpida sepulcral de Margarida Cadell és una escultura (talla en marbre amb restes de policromia) de 62,5 x 90,7 x 10,5 cm i del primer quart del segle XIV, la qual es troba al Museu Nacional d'Art de Catalunya.

## Context històric i artístic
Des de finals del segle xiii i fins al segon quart del xiv es va produir al Rosselló i la Cerdanya una tipologia funerària d'èxit que es va expandir per indrets com el Ripollès, l'Alt Empordà o la Garrotxa. Es tracta d'unes lloses de marbre relativament petites, destinades a tancar les osseres. A l'espai central s'hi representen les exèquies fúnebres o la deposició del finat en la tomba, mentre que l'epitafi i els senyals heràldics del difunt voregen el perímetre. Altres temes conreats van ésser la crucifixió de Jesús, el davallament de la Creu, la Mare de Déu amb el Fill i el Juí Final.
L'afecció de Margarida Cadell i de la seua família pels ordes mendicants, com és el cas de nombrosos membres de la noblesa de la Cerdanya que segueixen l'exemple de Jaume II de Mallorca (1243-1311) i de la seua família, es confirma amb la donació del seu espòs (Guillem Cadell) de 400 sous de Barcelona a l'obra del convent de predicadors i la disposició d'ésser enterrat al cementiri dels dominics, en cas de morir a Puigcerdà.
Fou una adquisició de la col·lecció Plandiura de l'any 1932 i el seu número al catàleg del MNAC és el 4366.

## Descripció
D'entre les diverses tipologies abans esmentades, excel·leix la de Margarida Cadell (morta l'any 1308), la qual ha estat vinculada estilísticament a algun autor subjecte a la influència francesa. Va ésser trobada en un armari, darrere el retaule de la capella de Sant Francesc de l'església de Santa Maria de Puigcerdà (la Baixa Cerdanya), la qual fou enderrocada durant la darrera Guerra Civil Espanyola. Cal remarcar que palesa un cert interès espacial -perspectiva invertida del sarcòfag- i que l'hàbit franciscà de la dama simbolitza el seu deseiximent de les coses terrenals, actitud davant la mort que fou intensament propiciada pels franciscans.
La làpida conté un epígraf posicionat elegantment a l'esquena arrodonida a la part superior i altres esquena a la part inferior i la paret; cal llegir en aqueste manera: 
| « | Mitis, munifica, Proba, provida, mente pudica, Gaudens, pacifica. Pia, prudens, moris amica, Ritus sortita. Tu Margarita, Jam requiescis ita. Uxo Guilelmi Catelli ....... junioris, Mater Guilelmi Catelli, Fratrisque minoris, Pro te poscentes, Veniam sunt sucipientes. Jesum Cristum donum verum. Fore cuadraginta dierum, Dum contempsisti, Mundum, funera tristi. Anno Domini M. CCC. VIII idus julii. Obiit domna Margarita. Hic iaset. Requiescat in pace ameu. | » |